# Moriarty, New Mexico
Moriarty är en ort i Torrance County i New Mexico. Vid 2010 års folkräkning hade Moriarty 1 910 invånare.

## Kända personer från Moriarty
- Toney Anaya, guvernör